# Scherptor

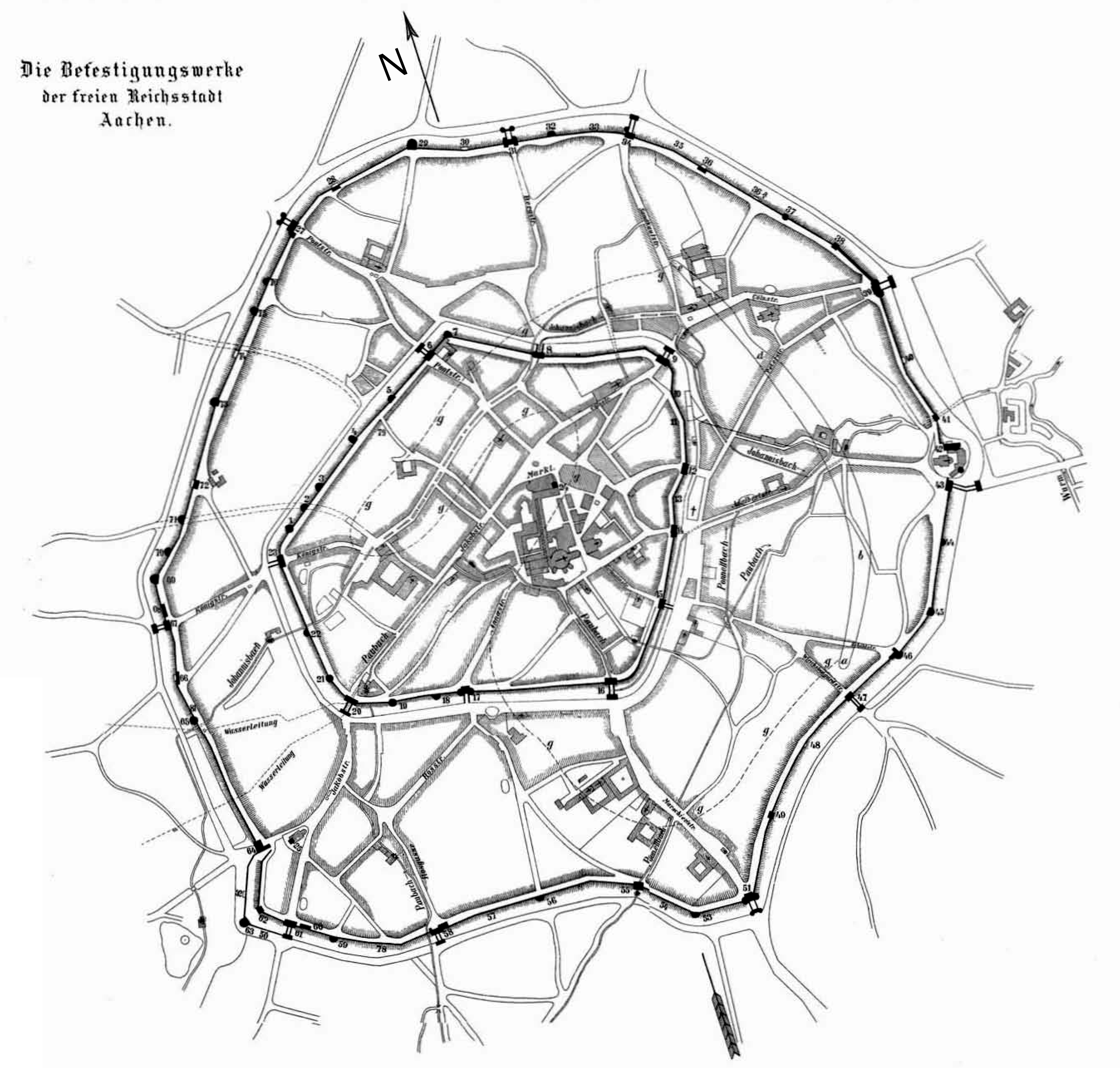
Overzicht van de vestingwerken in Aken. Nummer 17 is de Scherptor.

De Scherptor was een stadspoort en maakte deel uit van de tussen 1171 en 1175 gebouwde binnenste stadsmuren van de Duitse stad Aken. De stadspoort bestaat niet meer.

## Locatie
In de binnenste ringmuur stond de Scherptor in het zuidwesten tussen de Marschiermitteltor (in het zuidoosten) en de Jakobsmitteltor (in het noordwesten). Ze bevond zich ter plaatse waar nu de Annastraße en de Frère-Roger-Straße gelegen zijn. Tussen de Scherptor en de Jakobsmitteltor bevonden zich twee weertorens.
De Scherptor had geen directe equivalent in de buitenste stadsmuren, maar de dichtstbijzijnde stadspoort was de Rostor.

## Geschiedenis
De poort was onderdeel van de binnenste stadsmuren die op instigatie van Frederik I van Hohenstaufen tussen 1171 en 1175 gebouwd zijn. Latijnse documenten maken melding van de poort in de 13e eeuw onder de naam Acuta porta. Ook stadsrekeningen uit de 14e eeuw maken melding van deze naam. De naam Scherptor stamt van de voormalige straatnamen platea acuta in circa 1262/63, ook scharfer Platz of scharfe Straße, Scherpstrois (circa 1373), Scarpstraiß (circa 1423), Scherpstraisse (circa 1460) of Scherpstraß (circa 1777)[1], die tegenwoordig als Annastraße bekend is. Men vermoedt dat de naam Scherpstraße ook van de zogenaamde Spitzgässchen afkomstig is, dat in de verlenging van de huidige Annastraße in de richting van de Akener Dom te vinden is en reeds in de 15e eeuw in de pachtregisters van de Akener Marienstift vermeld werd. De Scherptor zelf is ook bekend onder de naam Scherpthor, Scharporz (rond 1338) of Scharpportz (rond 1469) en is ingedeeld in de Hohenstaufen periode.
De poort werd gesloopt als onderdeel van een reparatie, die in het fiscale jaar 1334/35 in de stadse uitgave rekening opgenomen is.
Bij rioleringswerkzaamheden werd in 2009 in de Annastraße de funderingen van de Scherptor blootgelegd.

## Opzet
De Scherptor had als enige poort van de binnenste stadsmuren twee het poortgebouw flankerende ronde torens, zoals de Helpoort van Maastricht, die door een middenbouw verbonden waren en was daarmee sterker en van groter formaat dan de andere stadspoorten. Er wordt van uitgegaan dat er zich voor de poort twee voortorens vervoegde, die met een ophaalbrug verbonden waren.
Tot de Scherptor behoorde net als bij alle andere stadspoorten ook het geval was een wachthuis. In 1469 werd een wachter van de Scherptor voor het eerst met naam bekend. Wilhelm von Eys legde op 10 mei van dat jaar zijn eed af. Laatste met naam bekende wachter van de Scherptor was Joseph Krümmel.